# Injambakkam
Injambakkam es una ciudad censal situada en el distrito de Chennai en el estado de Tamil Nadu (India). Su población es de 21158 habitantes (2011). Se encuentra a 17 km de Chennai y a 67 km de Kanchipuram. 

## Demografía
Según el censo de 2011 la población de Injambakkam era de 21158 habitantes, de los cuales 10849 eran hombres y 10309 eran mujeres. Injambakkam tiene una tasa media de alfabetización del 89,88%, superior a la media estatal del 80,09%: la alfabetización masculina es del 93,44%, y la alfabetización femenina del 86,15%.